# Comité national olympique albanais
Le Comité national olympique albanais (en albanais : Komiteti Olimpik Kombëtar Shqiptar) est le comité national olympique de l'Albanie. Il représente le pays au Comité international olympique (CIO) et fédère les fédérations sportives albanaises. Il fait partie des Comités olympiques européens.
Le comité est fondé en 1958 et reconnu par le Comité international olympique en 1959.